# Військово-морські сили Чорногорії
Військово-морські сили Чорногорії (чорн. Mornarica Vojske Crne Gore) — один з видів збройних сил Чорногорії. Були створені після розпаду союзної держави Сербії та Чорногорії. Сербія втратила вихід до моря, тому військово-морські сили збройних сил Державного союзу перейшли під юрисдикцію Чорногорії.
У даний час[коли?] Військово-морські сили Чорногорії перебувають на стадії реформування.

## Структура
- Військово-морська база Бар (чорн. Mornarička baza Bar)
  - Штаб ВМС
  - Взвод зв'язку (чорн. Vod veze)
  - Взвод логістики (чорн. Logistički vod)
- Загін патрульних кораблів (чорн. Odred patrolnih brodova)
- Рятувальний загін (чорн. Odred za spašavanje)
- Загін спостереження за морем (чорн. Odred za nadzor mora — Snage za osmatranje)
- Спеціальний морський загін (чорн. Pomorski odred — Specijalne snage)
- Навчальний корабель «Ядран» (чорн. Školski brod «Jadran»)

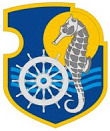
Взвод логістики
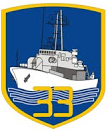
Загін патрульних кораблів
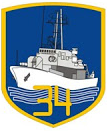
Загін патрульних кораблів
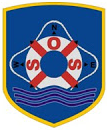
Рятувальний загін
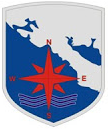
Загін спостереження за морем
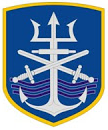
Спеціальний морський загін
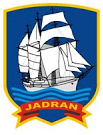
Навчальний корабель «Ядран»

## Склад
| Тип                                                    | Кількість                                              | Проведений                                             | Назва                                                  | Зображення                                             |                                                        |                                                        |                                                        |
| Ракетні Фрегати (переобладнуються в патрульні кораблі) | Ракетні Фрегати (переобладнуються в патрульні кораблі) | Ракетні Фрегати (переобладнуються в патрульні кораблі) | Ракетні Фрегати (переобладнуються в патрульні кораблі) | Ракетні Фрегати (переобладнуються в патрульні кораблі) | Ракетні Фрегати (переобладнуються в патрульні кораблі) | Ракетні Фрегати (переобладнуються в патрульні кораблі) | Ракетні Фрегати (переобладнуються в патрульні кораблі) |
| ------------------------------------------------------ | ------------------------------------------------------ | ------------------------------------------------------ | ------------------------------------------------------ | ------------------------------------------------------ | ------------------------------------------------------ | ------------------------------------------------------ | ------------------------------------------------------ |
| Фрегати типу «Котор»                                   | 2                                                      | Югославія                                              | P-33 «Kotor» P-34 «Pula»                               |                                                        |                                                        |                                                        |                                                        |
| Ракетні катери (переобладнуються в патрульні катери)   |                                                        |                                                        |                                                        |                                                        |                                                        |                                                        |                                                        |
| Ракетні катери типу «Кончар»                           | 2                                                      | Югославія                                              | RTOP-405 «Jordan Nikolov Orce» RTOP-406 «Ante Banina»  |                                                        |                                                        |                                                        |                                                        |
| Допоміжні судна                                        |                                                        |                                                        |                                                        |                                                        |                                                        |                                                        |                                                        |
| Баркас                                                 | 2                                                      | Югославія                                              | BRM-81 BRM-85                                          |                                                        |                                                        |                                                        |                                                        |
| Буксир                                                 | 2                                                      | Югославія                                              | PR-41 (морської) LR-77 (портового)                     |                                                        |                                                        |                                                        |                                                        |
| Плавучий кран                                          | 1                                                      | Югославія                                              | LDI-18                                                 |                                                        |                                                        |                                                        |                                                        |
| Моторний човен                                         | 1                                                      | Югославія                                              | ČM-33                                                  |                                                        |                                                        |                                                        |                                                        |
| Моторний човен                                         | 1                                                      | Нідерланди                                             | «Polycat»                                              |                                                        |                                                        |                                                        |                                                        |
| Навчальний корабель                                    | 1                                                      | Німеччина                                              | «Ядран»                                                |                                                        |                                                        |                                                        |                                                        |
| Транспорт озброєнь                                     | 1                                                      | Югославія                                              | PO-91 «Lubin»                                          |                                                        |                                                        |                                                        |                                                        |
| Яхти                                                   |                                                        |                                                        |                                                        |                                                        |                                                        |                                                        |                                                        |
| Представницька яхта уряду Чорногорії                   | 1                                                      | Югославія                                              | «Jadranka»                                             |                                                        |                                                        |                                                        |                                                        |
| Моторно-вітрильна яхта                                 | 2                                                      | Югославія                                              | «Bojana» «Milena»                                      |                                                        |                                                        |                                                        |                                                        |

## Прапори
| Прапор | Гюйс | Вимпел бойових кораблів |
| ------ | ---- | ----------------------- |
|        |      |                         |

## Звання та знаки розрізнення

### Адмірали та офіцери
| Категорії                 | Адмірали | Адмірали     | Адмірали       | Адмірали | Старші офіцери       | Старші офіцери     | Старші офіцери     | Молодші офіцери       | Молодші офіцери   | Молодші офіцери  |
| ------------------------- | -------- | ------------ | -------------- | -------- | -------------------- | ------------------ | ------------------ | --------------------- | ----------------- | ---------------- |
| Погон                     |          |              |                |          |                      |                    |                    |                       |                   |                  |
| Чорногорське звання       | Admiral  | Vice admiral | Kontra admiral | Komodor  | Kapetan bojnog broda | Kapetan fregate    | Kapetan korvete    | Poručnik bojnog broda | Poručnik fregate  | Poručnik korvete |
| Український відповідність | Адмірал  | Віце-адмірал | Контр-адмірал  | немає    | Капітан 1-го рангу   | Капітан 2-го рангу | Капітан 3-го рангу | Капітан-лейтенант     | Старший лейтенант | Лейтенант        |

### Старшини і матроси
| Категорії               | Подофицеры        | Подофицеры | Подофицеры                    | Подофицеры        | Подофицеры             | Подофицеры             | матроси       | матроси        | матроси   |
| ----------------------- | ----------------- | ---------- | ----------------------------- | ----------------- | ---------------------- | ---------------------- | ------------- | -------------- | --------- |
| Погон                   |                   |            |                               |                   |                        |                        |               |                |           |
| Чорногорське звання     | Zastavnik I klase | Zastavnik  | Stariji vodnik I klase        | Stariji vodnik    | Vodnik I klase         | Vodnik                 | Mladji vodnik | Desetar        | Razvodnik |
| Український відповідник | Старший мічман    | Мічман     | Головний корабельний старшина | Головний старшина | Старшина першої статті | Старшина другий статті | немає         | Старший матрос | Матрос    |